# 불정초등학교
불정초등학교는 대한민국 경기도 성남시 분당구 정자동에 있는 공립 초등학교이다.

## 학교 연혁
- 1993년 7월 23일 설립 인가
- 1994년 4월 23일 교사 준공
- 1994년 6월 1일 개교
- 1996년 3월 1일 불정초등학교로 개칭
- 1998년 2월 12일 급식소 준공 및 전교생 급식 실시
- 2001년 8월 20일 체육창고 신축
- 2007년 12월 21일 글향기 도서관 개관식
- 2008년 6월 30일 교실 냉난방 공사
- 2009년 6월 25일 불정원 준공식
- 2011년 2월 8일 영어실 개관
- 2012년 9월 1일 제6대 한경숙 교장 취임
- 2012년 9월 1일 교육과정 자율학교 지정
- 2012년 12월 14일 영어도서관 개관식
- 2013년 2월 15일 제19회 졸업식(217명)
- 2014년 2월 13일 제20회 졸업식(166명)
- 2014년 8월 차양막 교체 및 신설, 스탠드 신설, 진입로 포장
- 2015년 2월 13일 제21회 졸업식(159명)

## 참고 자료
- 불정초등학교 - 한국교육학술정보원 학교알리미